# Parque eólico Rawson

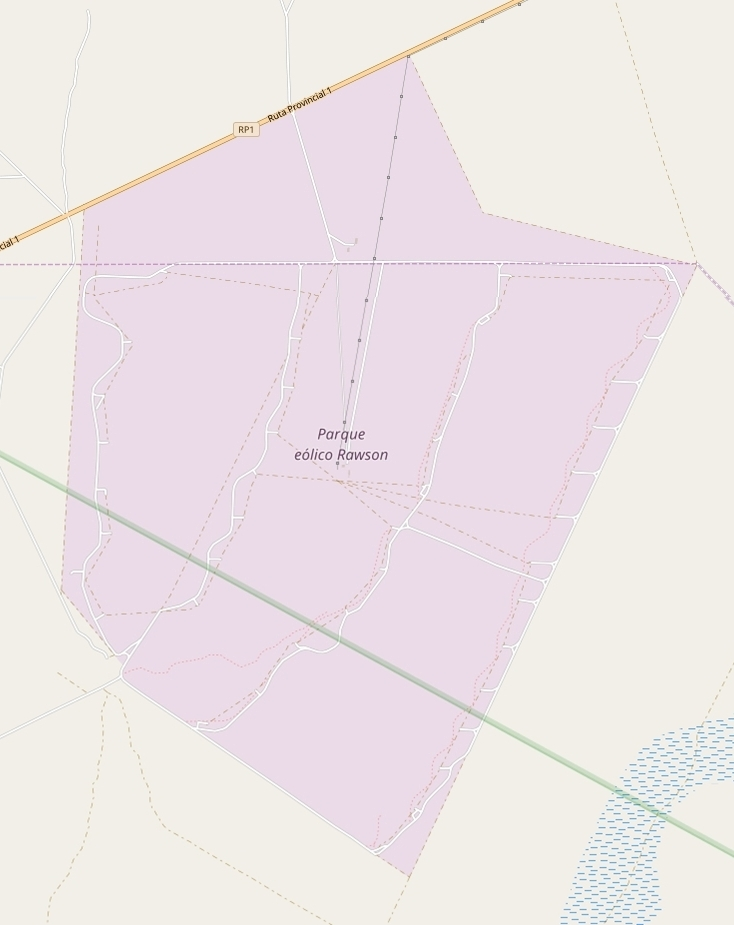
Plano del predio

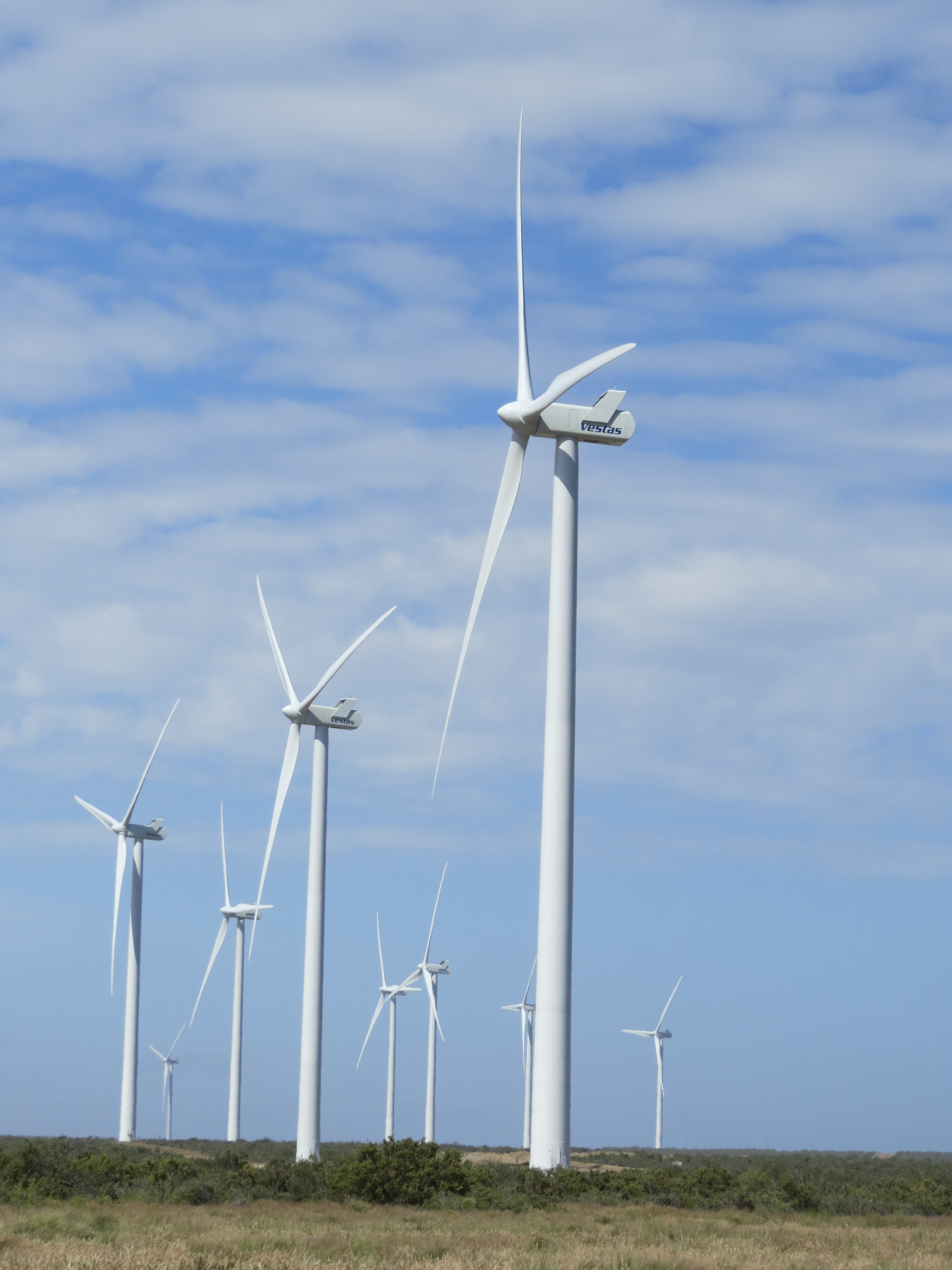
Vista de los aerogeneradores

El Parque Eólico Rawson es un parque eólico argentino ubicado sobre la Ruta provincial 1 a 5 km al sur de Rawson, Chubut. 
Actualmente es el parque eólico más grande de la Argentina y está entre los más importantes de América Latina.

## Localización
Se localiza en las siguientes coordenadas, según el sistema geodésico WGS84.
- Latitud :  -43° 20' 57.123855
- Longitud : -65° 10' 43.0"

## Generalidades
El parque está dividido en 3 etapas, la primera, de 27 aerogeneradores, fue inaugurada el 30 de septiembre de 2011, la segunda, de 16, se inauguró en enero de 2012. Luego, a fines de 2017, se agregó una tercera etapa de 12 aerogeneradores para la venta de energía al sector privado. [cita requerida]
Los generadores eólicos son de origen danés, pertenecientes a la empresa Vestas. La empresa propietaria es GENNEIA -ex EMGASUD-. 
El parque opera con 102 megavatios, lo que equivale al abastecimiento de unos 137.000 hogares y genera alrededor de 509 puestos de trabajo provee unos 410 Gigavatio-hora anuales de energía al Sistema Interconectado Nacional a través de la estación transformadora ubicada sobre la ruta 25.

## Descripción
El Parque está emplazado en un terreno de 1.500 hectáreas. Para la construcción de las dos primeras etapas se utilizaron 20.000 toneladas de hormigón (que es el equivalente a la construcción de 50 edificios de 10 pisos), fueron más de 400 personas involucradas en la obra y el emprendimiento significó una inversión de 144 millones de dólares en la región.

## Datos
El parque se encuentra dividido en tres sectores:
- PER I: se inauguró el 30 de septiembre de 2011. Cuenta con 27 aerogeneradores de 1,8 MW, para generar casi 50 MW (48,6 exactamente) de potencia total.[4]

- PER II: comenzó a operar en enero de 2012. Cuenta con 16 aerogeneradores de 1,8 MW, que suman una potencia instalada de casi 30 MW (28,8 exactamente).[5]

- PER III: comenzó a operar en diciembre de 2017. Cuenta con 12 aerogeneradores de 2 MW que suman una potencia de 24 MW.

## Galería

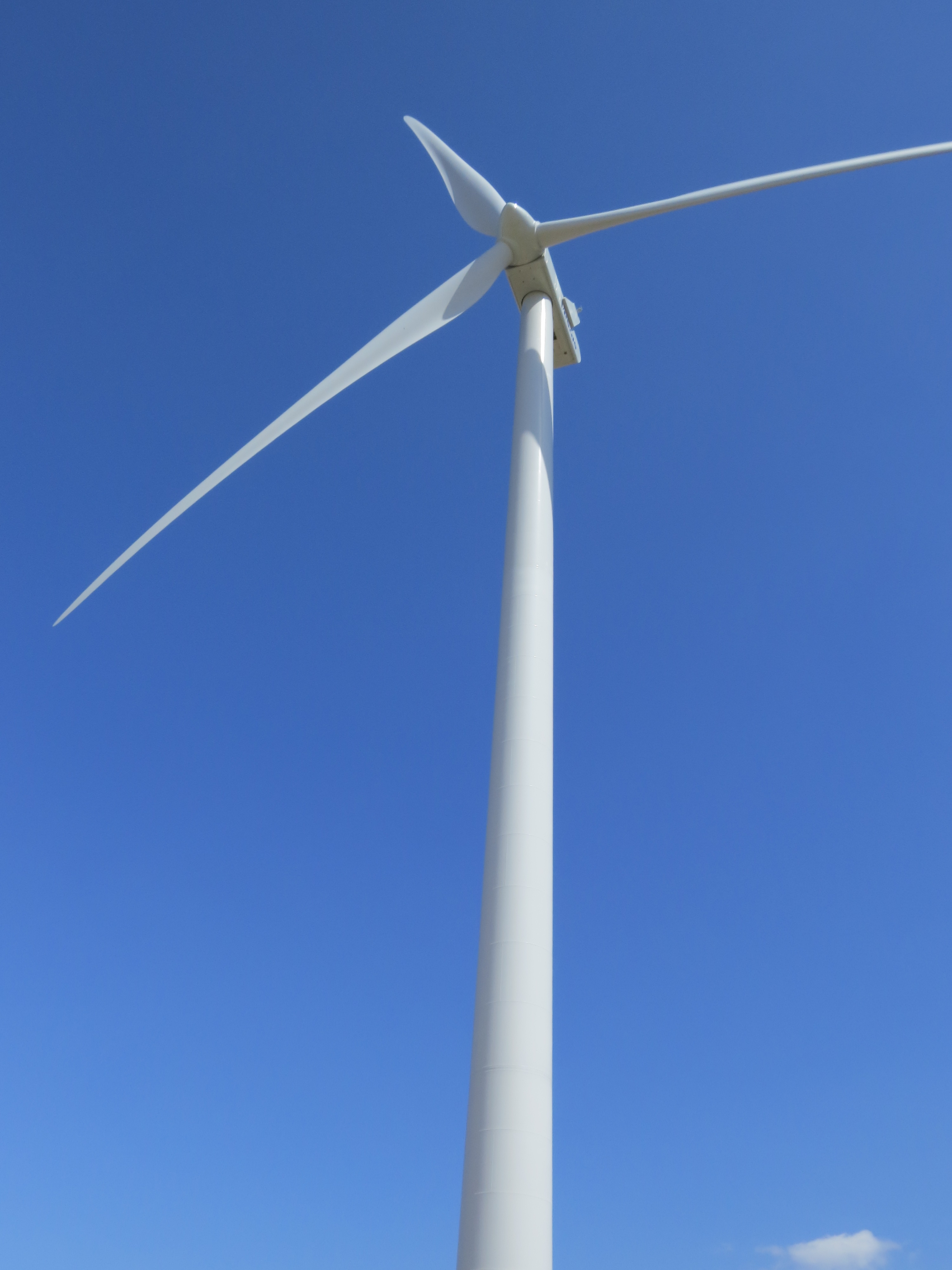
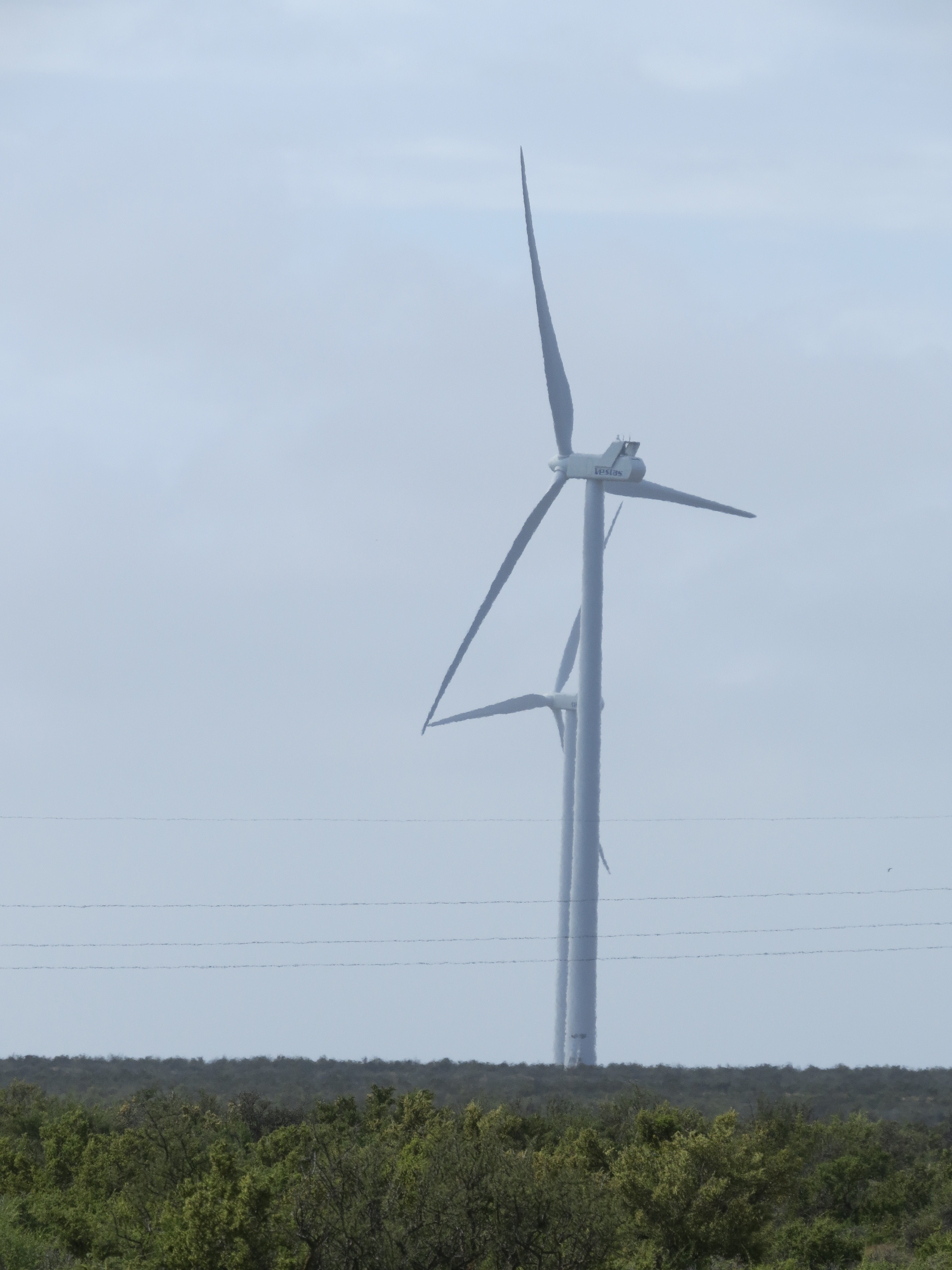
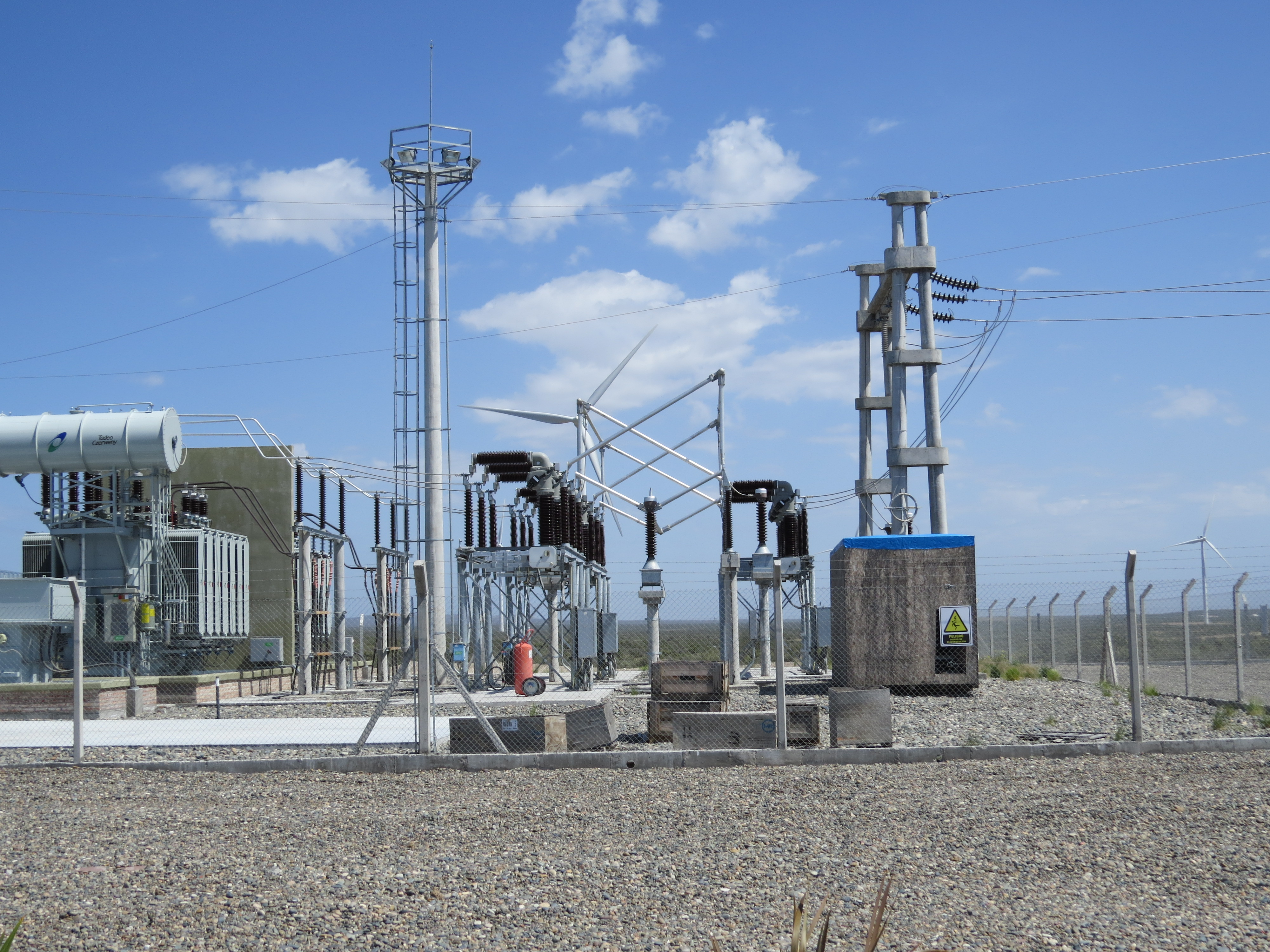
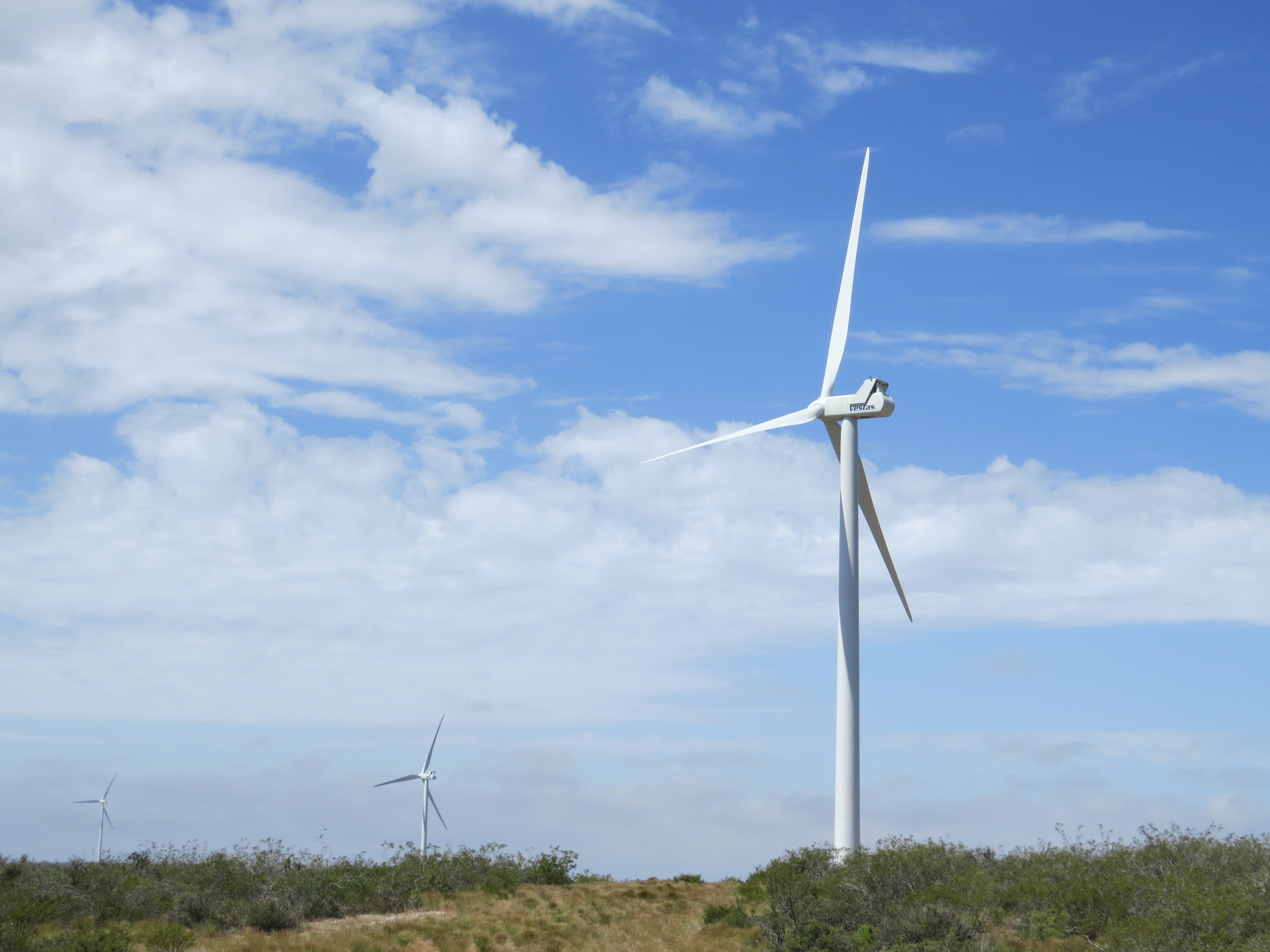
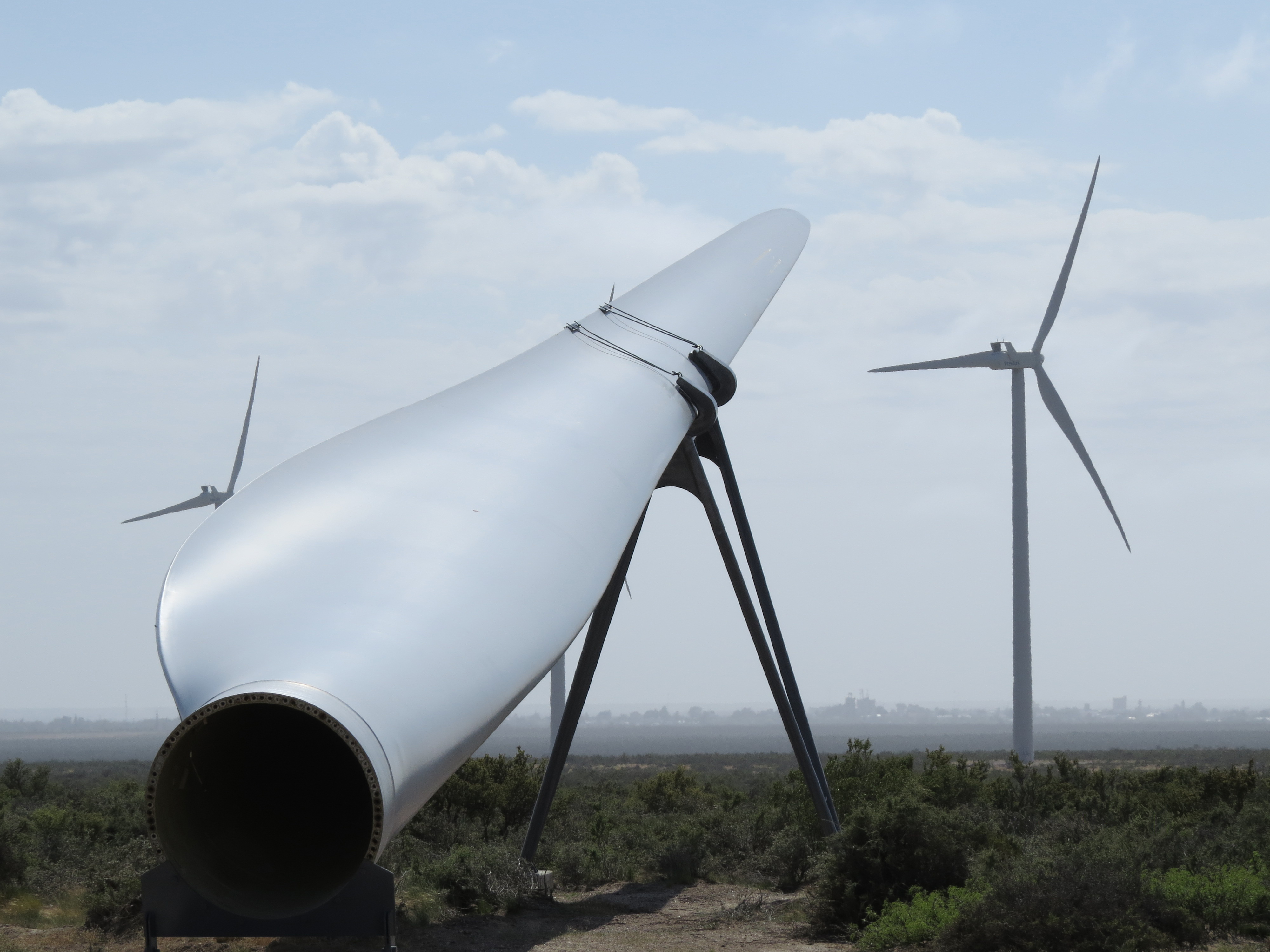
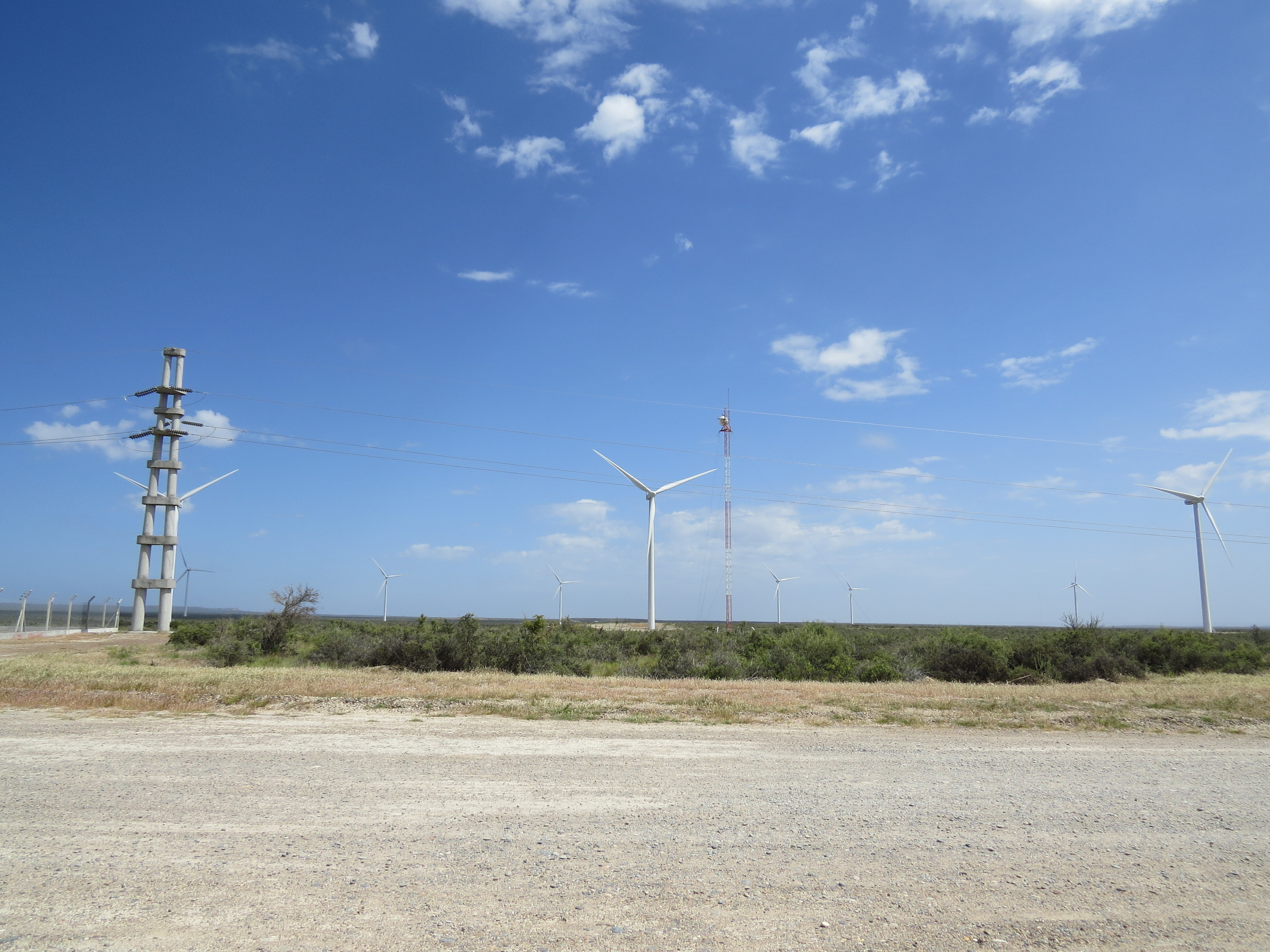
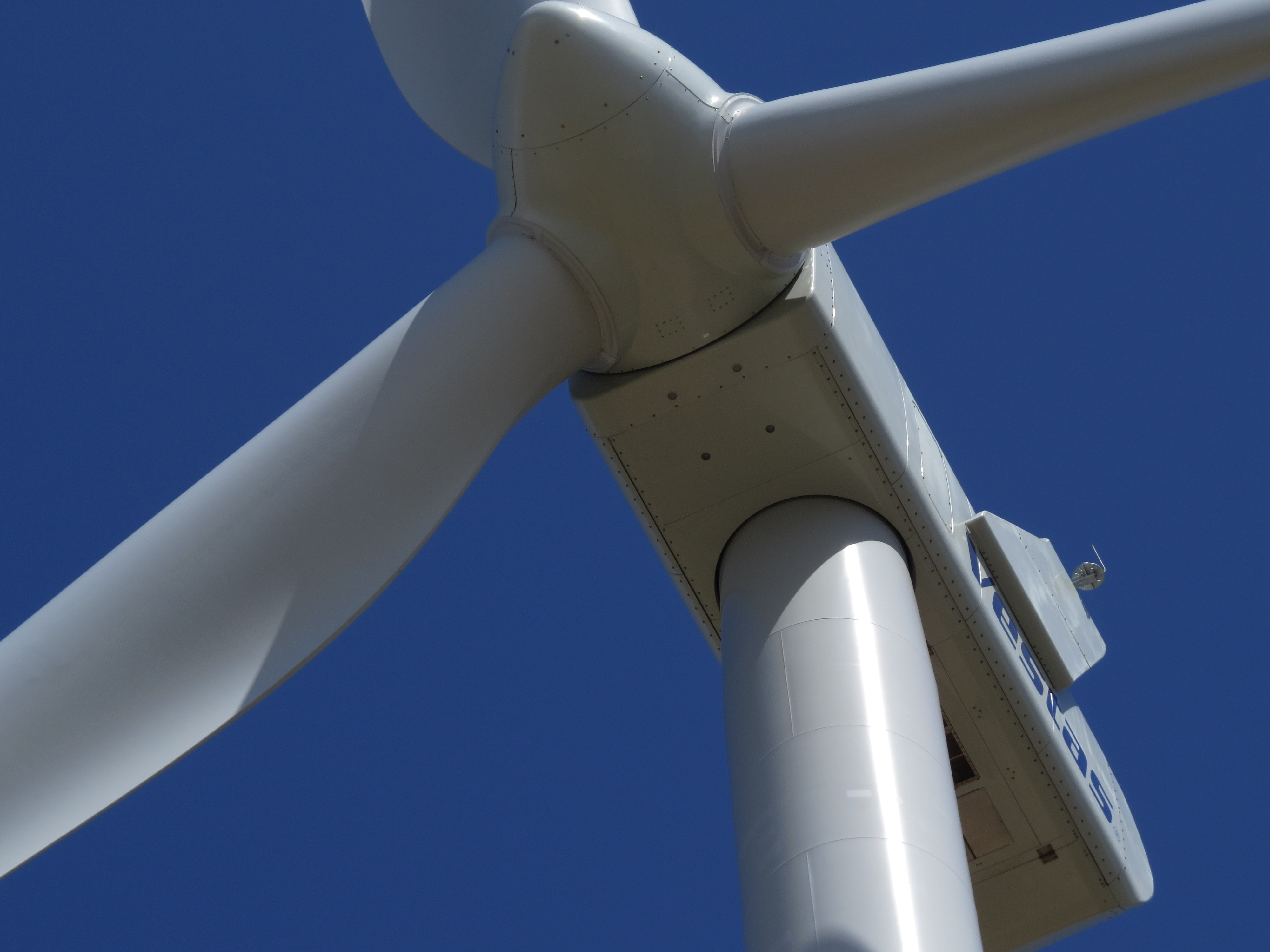